# Shlohmo
 (février 2025).
Si vous disposez d'ouvrages ou d'articles de référence ou si vous connaissez des sites web de qualité traitant du thème abordé ici, merci de compléter l'article en donnant les références utiles à sa vérifiabilité et en les liant à la section « Notes et références ».
 (juin 2012).
Henry Laufer dit Shlohmo est un beatmaker né à Los Angeles, producteur de musique ambiante, électronique et instrumentale, aux tendances hip-hop et soul.
Durant son enfance, il écoute des groupes tels que DJ Shadow, Amon Tobin ou encore M83, et a commencé à faire des beats dès l'âge de 14 ans, mais sans but précis jusqu'à 18 ans. C'est aussi à cette époque que lui et ses amis, déjà fans de Flying Lotus, découvrent Low End Theory. [réf. souhaitée]
Avec à son actif un maxi et un mix pour XLR8R, Shlohmo sort, en 2010, un premier album dans un registre plutôt downtempo avec une touche de hip-hop électronique : Shlomoshun Deluxe.
À 21 ans, Shlohmo continue avec les disques  Shlo-Fi EP ; Fine, Thanks ; Bad Vibes (2011) ; et Vacation EP (2012) qui a contribué à un remix de Nicolas Jaar.
Son deuxième album, Dark Red, sort le 7 avril 2015.

## Discographie

### Albums
- 2010: Shlomoshun Deluxe
- 2011: Bad Vibes
- 2015: Dark Red
- 2019: The End

### EPs
- 2010 : Camping EP
- 2011 : Shlo-Fi EP
- 2011 : Fine, Thanks
- 2012 : Vacation EP
- 2013 : Laid Out EP
- 2020 :   Heaven Inc. EP

### Remixes
- 2011 : Burial - Shell of Light (Shlohmo remix)
- 2011 : Drake - Marvin's Room (Shlohmo remix)
- 2012 : Shlohmo - Rained the Whole Time (Nicolas Jaar remix)

## Filmographie partielle
- 2019 : Share de Pippa Bianco